# 그레이시 주짓수 아카데미
그레이시 주짓수 아카데미는 캘리포니아 토렌스에 위치한 주짓수 아카데미로 주짓수 창시자인 엘리오 그레이시의 장남 호리온 그레이시의 아들들인 히론 그레이시, 헤너 그레이시가 운영하고 있다.